# وزارة الموارد المائية والري (مصر)
وزارة الموارد المائية والري المصرية هي الوزارة المسئولة عن موارد المياة العذبة بجمهورية مصر العربية وخصوصاً نهر النيل.

## نبذة تاريخية
- في عام 1836 أنشئ قسم الأشغال العمومية التابع لديوان المدارس قي عهد محمد علي باشا.
- في عام 1857 أنشئت نظارة الأشغال العمومية حيث كانت تضم العديد من المصالح مثل السكة الحديد والتلغراف والمساحة والإسكان والزراعة وميناء الإسكندرية والآثار ودار الأوبرا وحديقة الحيوان وحديقة الأسماك والصرف الصحي وذلك بالإضافة إلى الري.
- في عام 1914 تغير المسمي من نظارة الأشغال العمومية إلى وزارة الأشغال العمومية مع احتفاظها بالمهام الخاصة بالمساحة وميناء الإسكندرية والآثار ودار الأوبرا والصرف الصحي والأرصاد والظواهر الطبيعية ومرصد حلوان وذلك بالإضافة إلى الري.
- في عام 1964 صدر القرار الجمهوري رقم 301 لسنة 1964 بشأن تغيير الحكومة وقصر أنشطة الوزارة على أعمال الري والصرف ولذلك أطلق عليها وزارة الري.
- في عام 1977 صدر القرار الجمهوري رقم 587 لسنة 1977 بشأن إضافة مهام استصلاح الأراضي إلى الوزارة ولذلك سميت وزارة الري واستصلاح الأراضي.
- في عام 1978 صدر القرار الجمهوري رقم 365 لسنة 1978 بشأن إعادة مسمى الوزارة إلي وزارة الري وقصر أنشطة الوزارة على أعمال الري والصرف.
- في عام 1987 صدر القرار الجمهوري رقم 449 لسنة 1987 بشأن تعديل مسمى الوزارة إلى وزارة الأشغال العامة والموارد المائية.
- في عام 1999 صدر القرار الجمهوري رقم 409 لسنة 1999 بشأن تعديل مسمى الوزارة إلى وزارة الموارد المائية والري.[1]

## أهداف الوزارة
- وضع السياسات المائية اللازمة لضمان تغطية كافة متطلبات الزراعة والصناعة والشرب والملاحة والطاقة والاحتياجات الاستهلاكية الأخرى من المياه.
- الحفاظ على كافة الموارد المائية المتاحة وترشيد استخدامها وتعظيم العائد منها ورفع كفاءتها وذلك من خلال استخدام التقنيات الحديثة في إدارة مياه نهرالنيل والخزان الجوفي ومياه الأمطار السيول ومياه الصرف الصالحة للاستخدام وفق معايير وضوابط محددة.
- ضبط وإحكام توزيع مياه الري وإقامة وتشغيل وصيانة الخزانات والقناطر الكبرى والأعمال الصناعية على النيل وفرعيه والرياحات والترع وشبكات الري والصرف.
- تحسين وتطوير طرق الري بغرض الاستخدام الأمثل للموارد المائية المتاحة.
- الحفاظ علي نوعية المياه وحمايتها من التلوث.
- زيادة حصة مصر من مياه نهر النيل عن طريق التعاون والتنسيق مع دول حوض النيل لإقامة المشروعات المشتركة لاستقطاب المياه المهدرة واستغلالها.[2]

## الجهات التابعة
- الشركة القابضة للري والصرف.[4][5]
- المركز القومي لبحوث المياه
- الهيئة المصرية العامة للمساحة
- الهيئة العامة للسد العالي وخزان أسوان
- الهيئة المصرية العامة لحماية الشواطئ
- الهيئة المصرية العامة لمشروعات الصرف
- مصلحة الري.
- مصلحة الميكانيكا والكهرباء.

## الوزراء
| الوزير                       | رئيس الوزراء | الفترة                            |
| ---------------------------- | --- | --------------------------------- |
| مسيو لينان بيلفون            | لا يوجد | (9 مارس 1857 - 9 يناير 1865)      |
| نوبار باغوص باشا             | لا يوجد | (9 يناير 1865 - 10 يناير 1866)    |
| مراد باشا                    | لا يوجد | (10 يناير 1866 - 31 أكتوبر 1866)  |
| محمد شريف باشا               | لا يوجد | (31 أكتوبر 1866 - 11 سبتمبر 1867) |
| محمد ثاقب باشا               | لا يوجد | (11 سبتمبر 1867 - 24 نوفمبر 1867) |
| محمد مظهر باشا               | لا يوجد | (24 نوفمبر 1867 - 14 أبريل 1868)  |
| علي باشا مبارك               | لا يوجد | (14 أبريل 1868 - 20 سبتمبر 1870)  |
| مصطفى بهجت باشا              | لا يوجد | (20 سبتمبر 1870 - 1 نوفمبر 1870)  |
| علي باشا مبارك               | لا يوجد | (1 نوفمبر 1870 - 10 أكتوبر 1872)  |
| حسين كامل باشا               | لا يوجد | (10 أكتوبر 1872 - 7 سبتمبر 1875)  |
| إبراهيم يكن باشا             | لا يوجد | (7 سبتمبر 1875 - 14 يونيو 1877)   |
| الأمير محمد توفيق باشا       | لا يوجد | (14 يونيو 1877 - 28 أغسطس 1878)   |
| علي باشا مبارك               | نوبار باشا الأولى | (28 أغسطس 1878 - 19 نوفمبر 1878)  |
| مسيو دي بلينير               | محمد توفيق باشا الأولى / محمد توفيق باشا الأولى                                                                                            | (19 نوفمبر 1878 - 18 أبريل 1879)  |
| محمد زكي باشا                | محمد شريف باشا الأولى | (18 أبريل 1879 - 3 يوليو 1879)    |
| مصطفى فهمي باشا              | محمد شريف باشا الثانية | (3 يوليو 1879 - 17 أغسطس 1879)    |
| محمد مرعشلي باشا             | محمد توفيق باشا الثانية | (17 أغسطس 1879 - 23 سبتمبر 1879)  |
| علي باشا مبارك               | مصطفى رياض باشا الأولى | (23 سبتمبر 1879 - 14 سبتمبر 1881) |
| إسماعيل أيوب باشا            | محمد شريف باشا الثالثة | (14 سبتمبر 1881 - 4 فبراير 1882)  |
| محمود فهمي باشا              | محمود سامي البارودي باشا | (4 فبراير 1882 - 17 يونيو 1882)   |
| محمود الفلكي باشا            | إسماعيل راغب باشا | (30 يونيو 1882 - 20 أغسطس 1882)   |
| علي باشا مبارك               | محمد شريف باشا الرابعة | (20 أغسطس 1882 - 10 يناير 1884)   |
| عبد الرحمن رشدي باشا         | نوبار باشا الثانية | (10 يناير 1884 - 11 يونيو 1888)   |
| محمد زكي باشا                | مصطفى رياض باشا الثانية / مصطفى فهمي باشا الأولى / مصطفى فهمي باشا الثانية / حسين فخري باشا / مصطفى رياض باشا الثالثة                      | (11 يونيه 1888 - 16 أبريل 1894)   |
| حسين فخري باشا               | نوبار باشا الثالثة | (16 أبريل 1894 - 12 نوفمبر 1908)  |
| إسماعيل سري باشا             | مصطفى فهمي باشا الثالثة / بطرس غالي باشا / محمد سعيد باشا الأولى / حسين رشدي باشا الأولى / حسين رشدي باشا الثانية / حسين رشدي باشا الثالثة | (12 نوفمبر 1908 - 9 أبريل 1919)   |
| حسن حسيب باشا                | وزارة حسين رشدي باشا الرابعة | (9 أبريل 1919 - 21 مايو 1919)     |
| إسماعيل سري باشا             | محمد سعيد باشا الثانية / يوسف وهبة باشا | (21 مايو 1919 - 4 مارس 1920)      |
| محمد شفيق باشا               | يوسف وهبة باشا / محمد توفيق نسيم باشا الأولى / عدلي يكن باشا الأولى                                                                        | (4 مارس 1920 - 1 مارس 1922)       |
| حسين واصف باشا               | عبد الخالق ثروت باشا الأولى | (1 مارس 1922- 30 نوفمبر 1922)     |
| إسماعيل سري باشا             | محمد توفيق نسيم باشا الثانية | (30 نوفمبر 1922 - 15 مارس 1923)   |
| حافظ حسن باشا                | يحيى إبراهيم باشا | (15 مارس 1923 - 11 يونيو 1923)    |
| عبد الحميد سليمان باشا       | يحيى إبراهيم باشا | (11 يونيو 1923 - 28 يناير 1924)   |
| مرقص حنا باشا                | سعد زغلول باشا | (28 يناير 1924 - 24 نوفمبر 1924)  |
| عثمان محرم باشا              | أحمد زيور باشا الأولى | (24 نوفمبر 1924 - 2 ديسمبر 1924)  |
| محمود صدقي باشا              | أحمد زيور باشا الأولى | (2 ديسمبر 1924 - 13 مارس 1925)    |
| إسماعيل سري باشا             | أحمد زيور باشا الثانية | (13 مارس 1925 - 7 يونيو 1926)     |
| عثمان محرم باشا              | عدلي يكن باشا الثانية / عبد الخالق ثروت باشا الثانية                                                                                       | (7 يونيو 1926 - 17 مارس 1928)     |
| إبراهيم فهمي كريم باشا       | مصطفى النحاس باشا الأولى / محمد محمود باشا الأولى                                                                                          | (17 مارس 1928 - 4 أكتوبر 1929)    |
| حسين واصف باشا               | عدلي يكن باشا الثالثة | (4 أكتوبر 1929 - 1 يناير 1930)    |
| عثمان محرم باشا              | مصطفى النحاس باشا الثانية | (1 يناير 1930 - 20 يونيه 1930)    |
| حافظ حسن باشا                | إسماعيل صدقي باشا الأولى | (20 يونيو 1930 - 12 يوليو 1930)   |
| إبراهيم فهمي كريم باشا       | إسماعيل صدقي باشا الأولى | (12 يوليو 1930 - 4 يناير 1933)    |
| محمد شفيق باشا               | إسماعيل صدقي باشا الثانية | (4 يناير 1933 - 27 ديسمبر 1933)   |
| عبد العظيم راشد باشا         | عبد الفتاح يحيى باشا | (27 ديسمبر 1933 - 15 نوفمبر 1934) |
| عبد المجيد عمر باشا          | محمد توفيق نسيم باشا الثالثة | (15 نوفمبر 1934 - 30 يناير 1936)  |
| حافظ حسن باشا                | علي ماهر باشا الأولى | (30 يناير 1936 - 10 مايو 1936)    |
| عثمان محرم باشا              | مصطفى النحاس باشا الثالثة / مصطفى النحاس باشا الرابعة                                                                                      | (10 مايو 1936 - 30 ديسمبر 1937)   |
| حسين سري باشا                | محمد محمود باشا الثانية / محمد محمود باشا الثالثة / محمد محمود باشا الرابعة                                                                | (30 ديسمبر 1937 - 17 يناير 1939)  |
| محمد رياض باشا               | محمد محمود باشا الرابعة | (17 يناير 1939 - 18 أغسطس 1939)   |
| عبد القوي أحمد باشا          | علي ماهر باشا الثانية | (18 أغسطس 1939 - 28 يونيو 1940)   |
| حسين سري باشا                | حسن صبري باشا | (28 يونيو 1940 - 15 نوفمبر 1940)  |
| عبد القوي أحمد باشا          | حسين سري باشا الأولى | (15 نوفمبر 1940 - 3 يوليو 1941)   |
| إبراهيم عبد الهادي باشا      | حسين سري باشا الثانية | (3 يوليو 1941 - 6 فبراير 1942)    |
| عثمان محرم باشا              | مصطفى النحاس باشا الخامسة / مصطفى النحاس باشا السادسة                                                                                      | (6 فبراير 1942 - 9 أكتوبر 1944)   |
| محمود غالب باشا              | أحمد ماهر باشا الأولى / أحمد ماهر باشا الثانية                                                                                             | (9 أكتوبر 1944 - 17 فبراير 1946)  |
| عبد القوي أحمد باشا          | إسماعيل صدقي باشا الثالثة | (17 فبراير 1946 - 9 ديسمبر 1946)  |
| عبد المجيد إبراهيم صالح باشا | محمود فهمي النقراشي باشا الثانية | (9 ديسمبر 1946 - 4 يوليو 1948)    |
| أحمد عبد الغفار باشا         | محمود فهمي النقراشي باشا الثانية | (4 يوليو 1948 - 16 ديسمبر 1948 )  |
| رياض عبد العزيز باشا         | محمود فهمي النقراشي باشا الثانية | (16 ديسمبر 1948 - 28 ديسمبر 1948) |
| أحمد عبد الغفار باشا         | إبراهيم عبد الهادي باشا | (28 ديسمبر 1948 - 26 يوليو 1949)  |
| عثمان محرم باشا              | حسين سري باشا الثالثة | ( 26 يوليو 1949 - 3 نوفمبر 1949)  |
| مصطفي فهمي باشا              | حسين سري باشا الرابعة | (3 نوفمبر 1949 - 12 يناير 1950)   |
| عثمان محرم باشا              | مصطفى النحاس باشا السابعة | (12 يناير 1950 - 27 يناير 1950)   |
| حامد سليمان باشا             | مصطفى النحاس باشا السابعة / علي ماهر باشا الثالثة                                                                                          | (27 يناير 1950 - 2 مارس 1952)     |
| نجيب إبراهيم باشا            | أحمد نجيب الهلالي باشا الأولى / حسين سري باشا الخامسة                                                                                      | (2 مارس 1952 - 22 يوليو 1952)     |
| يوسف سعد باشا                | أحمد نجيب الهلالي باشا الثانية | (22 يوليو 1952 - 24 يوليو 1952)   |
| محمد كامل نبيه باشا          | علي ماهر باشا الرابعة | (24 يوليو 1952 - 6 سبتمبر 1952)   |
| مراد فهمي                    | محمد نجيب الأولى | (6 سبتمبر 1952 - 18 يونيو 1953)   |
| فتحي رضوان                   | محمد نجيب الثانية | (18 يونيه 1953 - 13 يوليو 1953)   |
| أحمد عبده الشرباصي           | محمد نجيب الثانية / جمال عبد الناصر الأولى / جمال عبد الناصر الثانية / جمال عبد الناصر الثالثة / جمال عبد الناصر الرابعة                   | (13 يوليو 1953 - 7 أكتوبر 1958)   |
| موسي عرفه                    | نور الدين طراف / كمال الدين حسين | (7 أكتوبر 1958 - 6 أغسطس 1961)    |
| أحمد عبده الشرباصي           | جمال عبد الناصر السابعة / جمال عبد الناصر الثامنة                                                                                          | (16 أغسطس 1961 - 29 سبتمبر 1962)  |
| حسن زكي                      | علي صبري الأولى / علي صبري الثانية | (29 سبتمبر 1962- 1 أكتوبر 1965)   |
| عبد الخالق الشناوي           | زكريا محيي الدين / صدقي سليمان / جمال عبد الناصر التاسعة                                                                                   | (1 أكتوبر 1965 - 20 مارس 1968)    |
| إبراهيم زكي قناوي            | جمال عبد الناصر العاشرة / محمود فوزي الأولى / محمود فوزي الثانية                                                                           | (30 مارس 1968 - 15 مايو 1971)     |
| محمد عبد الرقيب              | محمود فوزي الثالثة / محمود فوزي الرابعة | (15 مايو 1971 - 17 يناير 1972)    |
| عزيز يوسف سعد                | عزيز صدقي / أنور السادات الأولى | (17 يناير 1972 - 25 أبريل 1974)   |
| أحمد علي كمال                | أنور السادات الثانية / عبد العزيز حجازي | (25 أبريل 1974 - 6 أبريل 1975)    |
| عبد العظيم أبو العطا         | ممدوح سالم الأولى / ممدوح سالم الثانية / ممدوح سالم الثالثة / ممدوح سالم الرابعة / ممدوح سالم الخامسة                                      | (6 أبريل 1975 - 5 أكتوبر 1978)    |
| محمد عبد الهادي سماحه        | مصطفى خليل الأولى / مصطفى خليل الثانية / أنور السادات الثالثة / حسني مبارك / فؤاد محيي الدين الأولى / فؤاد محيي الدين الثانية              | (5 أكتوبر 1978 - 16 يوليو 1984)   |
| عصام راضى عبد الحميد         | كمال حسن علي / عاطف صدقي الأولى / عاطف صدقي الثانية                                                                                        | (16 يوليو 1984 - 14 أكتوبر 1993)  |
| محمد عبد الهادي راضى         | عاطف صدقي الثالثة | (14 أكتوبر 1993 - 26 نوفمبر 1996) |
| محمود أبو زيد                | كمال الجنزوري / عاطف عبيد / أحمد نظيف الأولى                                                                                               | (8 يوليو 1997 - 11 مارس 2009)     |
| محمد نصر الدين علام          | أحمد نظيف الثانية | (11 مارس 2009 - 30 يناير 2011)    |
| حسين إحسان العطفي            | أحمد شفيق / عصام شرف | (1 فبراير 2011 - 20 يوليو 2011)   |
| هشام قنديل                   | عصام شرف / كمال الجنزوري | (21 يوليو 2011 - يونيو 2012)      |
| محمد بهاء الدين              | هشام قنديل | (1 أغسطس 2012 - 17 يوليو 2013)    |
| محمد عبد المطلب              | حازم الببلاوي / إبراهيم محلب | (يوليو 2013 - يونيو 2014)         |
| حسام مراد مغازي              | إبراهيم محلب / شريف إسماعيل | (يونيو 2014 - 23 مارس 2016)       |
| محمد عبد العاطي              | شريف إسماعيل مصطفى مدبولي | (23 مارس 2016 - 13 أغسطس 2022)    |
| هاني سويلم                   | مصطفى مدبولي | (14 أغسطس 2022- الأن)             |